# Джонатан Страуд
Джонатан Страуд (на английски: Jonathan Stroud) е английски писател, автор на бестселъри в жанра фентъзи, както и на книги за деца и младежи.

## Биография и творчество
Джонатан Антъни Страуд е роден на 27 октомври 1970 г. Бедфорд, Бедфордшър, Англия. Син на Мартин и Дженифър Страуд, строителен инженер и учителка по история. Израства в град Сейнт Олбанс. От ранна възраст обича да чете книги, да рисува и да пише. На възраст между 7 и 9 години често боледува и прекарва дните си в болницата или в леглото си у дома. За да се избегне скуката се занимава с четене на книги или си измисля истории, вдъхновен от книгите на Инид Блайтън.
През ученическите си години експериментира с различни видове творби, често илюстрирани, като фентъзи комикси и книги игри, а по-късно стихотворения и пиески. Любовта му към литературата го води до Университета на Йорк, който завършва с отличие с бакалавърска степен по английска литература през 1992 г.
От 1994 г. до 1998 г. работи в Лондон като редактор за издателя на детска литература „Walker Books“. Работата му в издателството е свързана в много контакти с автори, консултации с дизайнери и художници, оформянето на енциклопедии, исторически книги, игрови книги, и др. Тя го стимулира да пише самостоятелно. Първото му произведение „Justin Credible's Word Play World“, детска книжка пъзел илюстрирана от Каролайн Холдън, е публикувана през 1994 г. Следват още няколко илюстрирани произведения за деца.
През 1998 г. започва работа като редактор в издателство „Kingfisher Books“ в Лондон, където работи до есента 2001 г., когато изцяло се посвещава на писателското си поприще. Същата година се жени за съпругата си Джина, илюстратор на детски книги, която го издържа първоначално.
Първият му роман за юноши „Buried Fire“ излиза през 1999 г. и разказва за двамата братя, Майкъл и Стивън Макинтайър, сестра им Сара и местен свещеник, които откриват тъмна тайна погребана под тихото им английско село. Следващият „The Leap“ през 2001 г. е за едно момиче на име Чарли, чийто най-добър приятел Макс пропада в една воденица, но, след поредица от странни сънища, Чарли започва да вярва, че нещо по-свръхестествено е виновно за изчезването му. През 2003 г. Страуд публикува „The Last Siege“ който е минималистична фантазия за трима приятели, които позволяват на въображението си да се развихри през нощта в руините на една изоставена крепост.
След тези начални романи Джонатан Страуд започва да пише своята най-известна серия „Бартимеус“. Първият му фентъзи роман от юношеската поредица „Амулетът на Самарканд“ е публикуван през 2003 г. През 2004 г. и 2005 г. излизат следващите – „Окото на голема“ и „Портата на Птолемей“. Характерна особеност на тези романи в сравнение с други в жанра е, че Страуд изследва стереотипите и етиката на магьосническата класа и поробените демони. Прави го чрез разказването на историята от гледна точка на саркастичния и егоманиакален джин Бартимеус, който помага на младия чирак Натаниел в борбата му срещу могъщия, жесток и амбициозен, Саймън Лавлейс.
Романите бързо печелят успех и стават бестселъри. Романът „Амулетът на Самарканд“ е сочен като един от топ 10 фентъзи романа от Американската библиотечна асоциация.
През 2009 г. излиза много успешния му самостоятелен роман „Heroes of the Valley“. Твърде младият Хейли винаги е бил различен от останалите. Нисък, набит и мургав, но с бърз ум и изявени способности, той обича да се шегува. Но шегите му често са солени и той трябва да поеме трудния път на приключенията, които ще го срещнат с разбойници, ужасяващи чудовища, но и с едно момиче, като ще открие тайната истина за легендите, семейството си и себе си.
Новата му серия „Локууд и сие“ стартира през 2013 г. с романа „The Screaming Staircase“.
Джонатан Страуд живее със съпругата си Джина, и с двете им деца – Изабел и Артур, в Сейнт Олбанс, Хартфордшър, предградие на Лондон. Обича разходките, четенето, скицирането и свиренето на пиано.

## Произведения

### Самостоятелни романи
- Buried Fire (1999)
- The Leap (2001)
- The Last Siege (2003)
- Heroes of the Valley (2009)
- The Ghost of Shadow Vale (2009)

### Серия „Бартимеус“ (Bartimaeus)
1. Амулетът на Самарканд, The Amulet of Samarkand (2003)
2. Окото на голема, The Golem's Eye (2004)
3. Портата на Птолемей, Ptolemy's Gate (2005) – награда „Корине“
4. The Ring of Solomon (2010)

### Серия „Локууд и сие“ (Lockwood & Co)
1. The Screaming Staircase (2013)
2. The Wispering Skull (2014)

### Комикси и детски книги
- Justin Credible's Word Play World (1994)
- The Lost Treasure of Captain Blood: How the Infamous Spammes Escaped the Jaws of Death And Won a Vast And Glorious Fortune (1996)
- The Viking Saga of Harri Bristlebeard: A Heroic Puzzle Adventure (1997)
- Alfie's Big Adventure (1999)
- Little Red Car (1999)
- The Amulet of Samarkand Graphic Novel (2010)

### Есета
- Foreword (Fantasy Encyclopedia) (2005)
- Fantasy and the Young-Adult Novel (2006)

### Документалистика
- Word Puzzles (1999)
- Ancient Rome: A Guide to the Glory of Imperial Rome (2000)